# Nguyễn Văn Lưỡng
Nguyễn Văn Lưỡng (sinh ngày 2 tháng 5 năm 1949) là một Thiếu tướng Quân đội nhân dân Việt Nam. Ông từng giữ chức vụ Phó Tư lệnh Quân khu 9 (2005-2009), đại biểu Quốc hội Việt Nam khóa X, thuộc đoàn đại biểu Tiền Giang.

## Thân thế và sự nghiệp[sửa | sửa mã nguồn]
Ông sinh ngày 2 tháng 5 năm 1949 tại xã Mỹ Phước Tây, huyện Cai Lậy, tỉnh Tiền Giang.
Năm 1997 bổ nhiệm giữ chức CHT Bộ Chỉ Huy QS tỉnh Tiền Giang.
Năm 2005 bổ nhiệm giữ chức Phó Tư lệnh Quân khu 9, Quân đội nhân dân Việt Nam đồng thời thăng Quân hàm Thiếu tướng.
Tháng 5/2009. ông nghỉ hưu tại TP Mỹ tho, tỉnh Tiền Giang.